# Беловодский сельский округ
Белово́дский сельский округ (каз. Беловод ауылдық округі) — административная единица в составе Жаксынского района Акмолинской области Республики Казахстан. Административный центр — село Беловодское.
С 1 июня 2021 года акимом сельского округа является Сидоренко Константин Александрович.

## История
Административная единица была образована в 1928 году.
По состоянию на 1989 год, существовал Беловодский сельсовет (село Беловодское) в составе Кийминского района и Перекатный сельсовет (станция Перекатная) в составе Жаксынского района. Позже Перекатный сельсовет вошёл в состав Беловодского.
Постановлением акимата Акмолинской области и решением Акмолинского областного маслихата от 15 июня 2016 года было принято решение преобразовать Беловодский сельский округ включив в его состав Кайрактинский сельский округ. Также, село Старое Перекатное путём вхождения в состав села Кайракты было ликвидировано.
Село Набережное было упразднено в 2004 году в связи с оттоком населения.

## Население
| Численность населения округа | Численность населения округа | Численность населения округа |
| 1989                         | 1999                         | 2009                         |
| ---------------------------- | ---------------------------- | ---------------------------- |
| 781                          | 1 390                        | 1 107                        |

## Состав
В нынешний момент в состав сельского округа входит 3 населённых пункта:
| Населённый пункт  | Тип населённого пункта       | Население, человек (1989) | Население, человек (1999) | Население, человек (2009) |
| ----------------- | ---------------------------- | ------------------------- | ------------------------- | ------------------------- |
| Беловодское       | административный центр, село | 781                       | 815                       | 587                       |
| Кайракты          | село                         | 989                       | 654                       | 347                       |
| Набережное        | село (бывшее)                | 143                       | 11                        | -                         |
| Перекатное        | село                         | 649                       | 575                       | 520                       |
| Старое Перекатное | село (бывшее)                | 202                       | 153                       | 70                        |

## Объекты села
Согласно отчёту акима за 2020 год, в округе имеются 46 фермерских хозяйств и 3 ТОО. 2 библиотек, имеющие книжный фонд, всего 18 686 книг. На 1 января 2021 года в сельской местности имеются 10 индивидуальных предпринимателей, 9 магазинов. По итогам 2020 года в сфере малого и среднего бизнеса работают 169 человек или 29% экономически активного населения.